# Odo van Canterbury
Odo van Canterbury (overleden op 20 januari 1200), ook bekend als Odo van Kent, was een theoloog en abt van Battle.

## Leven
Odo was een monnik in de abdij van Christ Church, waar hij in 1163 benoemd werd tot onderprior. In hetzelfde werd hij door zijn vriend Thomas Becket uitgestuurd om een beroepsprocedure bij paus Alexander III bij te wonen. De procedure liep tegen Roger de Pont L'Évêque, de aartsbisschop van York, die ondanks berispingen van Thomas Becket en de paus, zijn autoriteit in de kerkprovincie Canterbury deed gelden. Dit probleem kaderde in de spanningen tussen Becket en koning Hendrik II.
In 1166 startte de abdij van Christ Church een geschil tegen de aartsbisschop, en deed Odo een beroep op Richard van Ilchester. Het jaar erop werd Odo aangesteld tot prior. Het lijkt erop dat hij tot de moord op Thomas Becket twijfelde tussen zijn trouw aan de koning of die aan de aartsbisschop, maar daarna koos hij resoluut voor het kerkelijke gezag.
In een bijeenkomst op 1 september 1172 schoven de monniken van Christ Church Odo naar voren als kandidaat voor het ambt van aartsbisschop. De koning stelde de beslissing echter uit, ondanks een tweede samenkomst in Windsor op 6 oktober. Odo volgde hierop samen met andere monniken Hendrik II naar Normandië, waar zij hem aanspoorden dat een monnik tot aartsbisschop gekozen zou moeten worden. Na lange onderhandelingen viel de keuze op Richard, de prior van de priorij van Dover en een voormalig monnik in Canterbury, in wiens naam Odo een brief naar paus Alexander III schreef.
In 1173 teisterde een grote brand de abdij van Christ Church. Nadat de kerk afgebrand was, ging Odo op 1 juli 1175 naar het Concilie van Woodstock, om er de charters van de abdij te laten hernieuwen naar het model van die van de abdij van Battle. Die laatste abdij zat echter al vier jaar zonder abt, en de monniken die het concilie bijwoonden, verkozen Odo op 19 juli 1175 tot de nieuwe abt van Battle. Op 28 september werd hij in Malling tot abt gewijd door aartsbisschop Richard.
Toen Richard in 1884 overleed, schoven de monniken van Christ Church Odo opnieuw naar voren als kandidaat voor het aartsbisdom, maar koning Hendrik II weigerde opnieuw, uit vrees dat Odo te onbuigzaam zou zijn voor dit doel. Uiteindelijk werd Boudewijn van Forde tot aartsbisschop benoemd, wat een dispuut met de monniken veroorzaakte. Dit dispuut, dat tot 1188 zou duren, leidde tot een briefwisseling tussen Odo en paus Urbanus III.
Odo overleed op 20 januari 1200 en werd begraven in het lagere gedeelte van de kerk van Battle. Hij werd in Battle als heilige vereerd. De lijst van relikwieën in de kathedraal van Canterbury vermeldt "een tand van de zalige Odo, abt van Battle".

## Werken
Odo stond bekend als een groot liefhebber van boeken en als een groot theoloog, die in het Frans, Engels en Latijn preekte. Er heerst enige onzekerheid over welke teksten hij daadwerkelijk geschreven heeft, omdat hij vaak verward wordt met Odo van Cheriton en Odo van Murimund. Toch kan een lijst van dertien werken, voornamelijk geschriften over het Oude Testament en preken, aan hem toegeschreven worden. Zijn commentaar op de boeken Koningen en zijn preken zijn uitgegeven door Charles de Clercq:
- De Clercq, Ch. (1980). Le commentaire d'Odon de Canterbury sur les Livres des Rois. Ventimiglia: Centre de Recherches Historiques.
- De Clercq, Ch. & Macken, R. (1983). The Latin Sermons of Odo of Canterbury. Brussel: Paleis der Academiën.

De oorsprong van de uitdrukking "naar Jezus door Maria" wordt doorgaans toegeschreven aan Louis-Marie Grignion de Montfort (1673-1716). De gedachte om door Maria Jezus te bereiken is echter veel ouder, en werd al voorgesteld door auteurs zoals Ildefonsus van Toledo († 667), Germanus I van Constantinopel († 773), Johannes van Damascus († 750) en anderen. Bij Odo van Canterbury vindt men echter een passage die zeer dicht bij de formulering van Montfort ligt. Odo zegt: "... men gaat naar Christus door Maria, men gaat naar de Zoon door de Moeder. Langs de Moeder van de Genade bereikt men de genade zelf."
- Bibliothèque nationale de France: cb11983603x (data)
- Gemeinsame Normdatei: 102838755
- International Standard Name Identifier: 0000 0000 7973 4787
- Library of Congress Control Number: n84050947
- Nederlandse Thesaurus van Auteursnamen: 07016259X
- Système universitaire de documentation: 027891569
- Virtual International Authority File: 36926399
- WorldCat: E39PBJdMff96MfttXgFmMFXw4q